# Zincobradaczekita
La zincobradaczekita és un mineral de la classe dels fosfats, que pertany al grup de l'alluaudita.

## Característiques
La zincobradaczekita és un arsenat de fórmula química NaZn₂Cu₂(AsO₄)₃. Va ser aprovada com a espècie vàlida per l'Associació Mineralògica Internacional l'any 2016. Cristal·litza en el sistema monoclínic. És l'anàleg de zinc (o millor dit, Zn₂Cu₂) de al bradaczekita. Presenta una combinació única d'elements, tot i que és una mica similar a la johil·lerita.
L'exemplar que va servir per a determinar l'espècie, el que es coneix com a material tipus, es troba conservat a les col·leccions del Museu Mineralògic Fersmann, de l'Acadèmia Russa de les Ciències, a Moscou (Rússia), amb el número de registre: 4881/1.

## Formació i jaciments
Va ser descoberta a la fumarola Iadovítaia, al segon con d'escòria de l'avanç nord de la Gran erupció fissural del volcà Tolbàtxik, al krai de Kamtxatka (Rússia). Es tracta de l'únic indret de tot el planeta on ha estat descrita aquesta espècie mineral.